# Futurizem
Futurízem (latinsko futurum - prihodnost) je umetniška smer 20. stoletja.
Njegove začetke lahko postavimo v Italijo. Leta 1909 je Filippo Tommaso Marinetti v Parizu izdal Futuristični manifest. V njem je radikalno zanikal tradicijo, zavzemal se je za moč, hitrost, gibanje, nasilje, vojno, industrializirano civilizacijo ter tehniko. Italijanski futurizem je vnesel nekaj formalnih novosti (osvobojena beseda, razbita skladnja), ni pa ustvaril pomembnih literarnih del. Povezal se je s fašizmom. 
V Rusiji se je futurizem razvil po letu 1911 in trajal do smrti Vladimirja Vladimiroviča Majakovskega, 1930. Socialna borbenost je povezala ruske futuriste z oktobrsko revolucijo. Poudarjali so avtonomijo umetnosti in jezikovno eksperimentiranje - od uvajanja neologizmov in vulgarizmov v pesniški jezik do »zaumnega jezika«. V povezavi z drugimi umetnostmi so pozivali, naj se umetnost zlije z življenjem. Ruski futurizem je ustvaril novo poetiko, ki je temeljila na disonanci, razviti metaforiki in toničnem verzu.

## Umetniki
- Giacomo Balla
- Umberto Boccioni
- Carlo Carrà
- Primo Conti
- Fortunato Depero
- Luigi Russolo
- Antonio Sant'Elia
- Gino Severini